# Nanaguna vittalis
Nanaguna vittalis är en fjärilsart som beskrevs av Walker 1866. Nanaguna vittalis ingår i släktet Nanaguna och familjen trågspinnare. Inga underarter finns listade i Catalogue of Life.